# إدريس الكراوي
إدريس الكراوي اقتصادي مغربي عمل أستاذا جامعيا في جامعة محمد بن عبد الله بفاس وجامعة رين بفرنساو جامعة الرباط أكدال.

## حياته ونشأته
تخرج إدريس الكراوي، الذي عينه الملك محمد السادس اليوم السبت 17 نوفمبر، رئيسا لمجلس المنافسة، من جامعة لوميير ليون 2 بفرنسا، حيث حصل على دكتوراه الدولة في العلوم الاقتصادية سنة 1982.
وعمل الكراوي، المزداد في 12 ديسمبر 1952 بالقنيطرة، والكراوي متزوج وأب لطفلين.

## مسيرته
أستاذا للتعليم العالي، خاصة بجامعة محمد الخامس بالرباط وكأستاذ ضيف لدى العديد من الجامعات الأجنبية.
ويشغل الكراوي حاليا منصب الأمين العام للمجلس الاقتصادي والاجتماعي والبيئي منذ أن عينه جلالة الملك في هذا المنصب سنة 2011.
وشغل قبل ذلك منصب مستشار للوزير الأول بين سنتي 1998 و2011.
ويعد الرئيس الجديد لمجلس المنافسة عضوا نشيطا في عدد من الهيآت الجمعوية الأكاديمية وراكم رصيدا هاما من الإصدارات في المجال الاقتصادي والاجتماعي. وتم انتخابه سنة 2017 عضوا في أكاديمية العلوم بالبرتغال.

## مؤلفاته
له أعمال بلغات متعددة منها:
- الفلاحة و التنمية 1985 بالفرنسية.
- الفلاحون. أي مستقبل؟ 1986 بالفرنسية.[4]
- الاقتصاد المغربي. تحولات و رهانات 1996 بالفرنسية
- الحديات الاقتصادية الكبرى بالإسبانية.
- النساء الموظفات في المغرب...